# Coping
Coping kan defineres som måden, hvorpå en person bevidst eller ubevidst håndterer eller mestrer forskellige belastende stress-situationer. Begrebet indebærer ydre og indre handlinger, de ydre handlinger bliver resultatet af de indre handlinger. Indre handlinger er overvejelser, tanker, vurderinger og følelser. Der findes to typer af coping. Problemfokuseret og Emotionsfokuseret coping. Den problemfokuseret coping har til formål at løse de stress-skabende problemer og udvide individets handlemuligheder, f.eks. ved at: søge information, viden og vejledning til behandling. Emotionsfokuseret har derimod til formål at bemestre ens egne følelser under en stress-situation, f.eks. ved at: bevidst forsøge at beherske følelserne ved at tænke på noget andet, fokusere på behagelige tanker, belønne sig selv for at holde smertefulde tanker på afstand osv.
| Psykiatri | Spire Denne artikel om psykiatri er en spire som bør udbygges. Du er velkommen til at hjælpe Wikipedia ved at udvide den. |